# Віктор Уліг
Віктор Карл Уліг (нім. Viktor Uhlig; 2 січня 1857, Фрідек-Містек (нині в  Моравськосілезькому краї, Чехія) — 4 червня 1911, Карлсбад (нині Карлові Вари) — австрійський вчений-геолог і палеонтолог, професор. Дійсний член Австрійської академії наук (з 1901).

## Біографія
Навчався в університетах Грацу і Відня. Після закінчення навчання з 1877 по 1883 рр. працював асистентом на кафедрі палеонтології Віденського університету.
Одночасно з 1881 по 1890 рр. працював в Імператорському Геологічному інституті.
З 1891 р. В. Уліг — професор Празького  Карлова університету, до 1900 року викладав там палеонтологію, а потім професор геології Віденського університету, в якому працював до самої смерті.
З 1894 р. — член, а з 1901 р. — дійсний член Австрійської академії наук. У 1907 р. був серед засновників і першим президентом Віденського геологічного товариства. У 1909 р. — прийнятий в члени  Леопольдіни.

## Наукова діяльність
Виконав низку досліджень в галузі геологічної будови Східних Альп і  Карпат, a також будови і місць знаходження  керівних копалин — амонітів в  Карпатах (у тому числі Татрах).
В. Улігом розроблений синтез геологічної будови Карпат згідно теорії тектонічного покриву.
Під час наукових подорожей по Східній Африці в 1901 р. першим зійшов на вулкан  Меру.

## Вибрані наукові праці
- Über das Vorkommen und die Entstehung des Erdöls (1884)
- Über die von H. Abich im Kaukasus gesammelten Jurafossilien (1891)
- Das unterirdische Wasser und seine Bewegung (1896)
- Über die Geologie des Tatragebirges (1897)
- Über eine unterliasische Fauna aus der Bukowina (1900)
- Über die Cephalopodenfauna der Teschener und Grodischter Schichten (1902)
- Beiträge zur Geologie des Fatrakriván-Gebirges (1902)
- Bau und Bild Österreichs (1903)
- Bau und Bild der Karpaten (1903)
- История Земли: Общая геология (1904)
- Über die Tektonik der Karpathen (1907)
- Die Fauna der Spiti-Schiefer des Himalaya, ihr geologisches alter und ihre Weltstellung (1910)
- Über die Tektonik der Karpaten
- Die Geologie des Tatragebirges
- Die marinen Reiche der Jura und der Unterkreide
- Die Entstehung der Alpen и др.

## Ресурси Інтернету
- Uhlig, Viktor (нім.)

1. ↑  https://www.biodiversitylibrary.org/item/137015#page/123/mode/1up